# 플랫우즈의 괴물

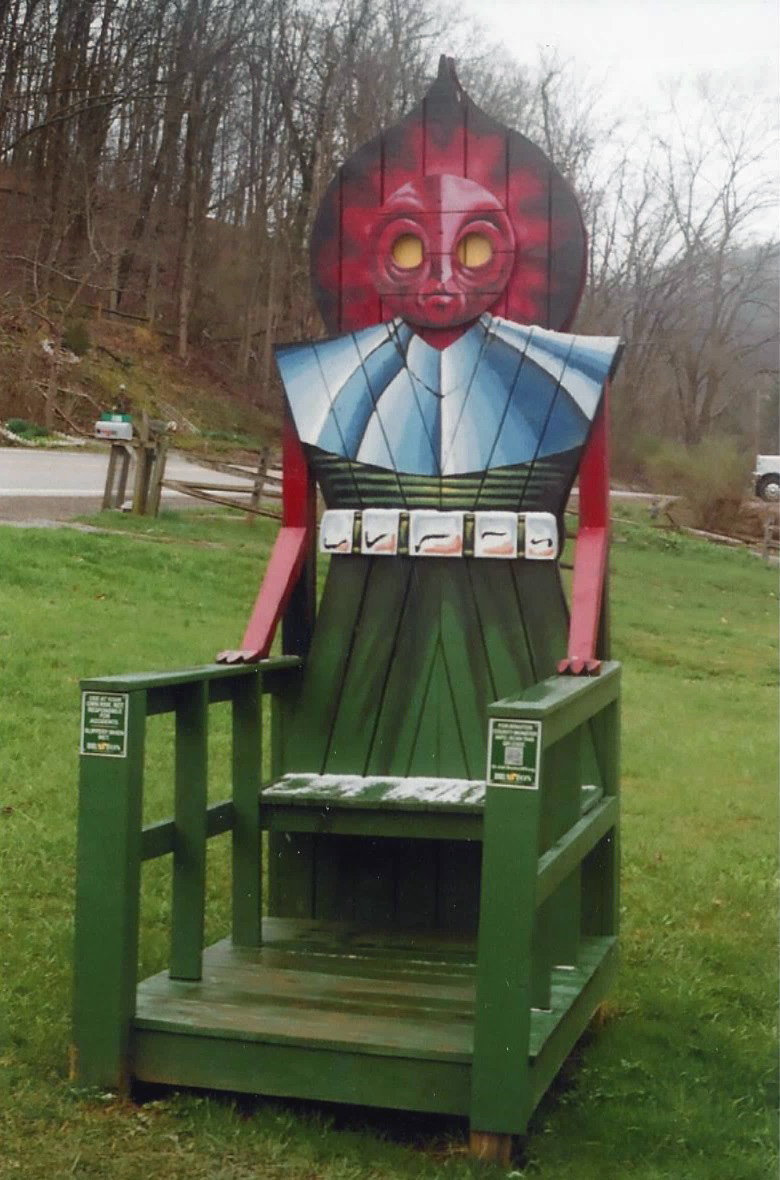
플랫우즈 몬스터 체어

웨스트버지니아주 민속에서 플랫우즈의 괴물(Flatwoods monster, 플랫우즈 몬스터)은 브랙스턴 카운티 몬스터(Braxton County Monster), 플랫우즈의 유령(Phantom of Flatwoods)으로도 불리며 1952년 12월 9일 미국 웨스트버지니아주 브랙스턴 카운티의 플랫우즈 도시에서 관찰된 것으로 보고된 실체로서, 밤하늘을 가로지르는 밝은 물체의 모습이 잇따른다. 거의 50년이 지나 조사원들은 이 빛은 별똥별이며 창조물은 나무에 앉은 원숭이올빼미였으며 그림자는 커다란 휴머노이드로 보이게 만든다고 결론을 내렸다.

## 역사
1952년 9월 12일 오후 7시 15분, 두 형제(에드워드와 프레드 메이), 그리고 그들의 친구 토미 하이어(Tommy Hyer)는 지방 농부 G. 베일리 피셔 소유의 하늘과 토지를 가로지르는 밝은 물체를 보았다고 이야기했다. 이 소년들은 Kathleen May의 집에 가서 자신들이의 이야기를 말했다.

## 대중 문화에서
- 이 괴물은 2018년 비디오 게임 《폴아웃 76》에 등장하며 미래의 종말 이후의 웨스트버지니아주를 배경으로 한다.[1]
- 이 괴물은 《젤다의 전설 무쥬라의 가면》에 비슷한 모습으로 등장하지만 녹색 대신 자주색의 모습을 띈다.

## 같이 보기
- 모스맨